# Jbel Bou Naceur
El Monte Bou Nasser o Jbel Bou Naceur es una montaña en la provincia de Sefrú, y de la Región de Fez-Mequinez, Marruecos. Su altitud es de 3,340 metros .

## Geografía
Es la cumbre más alta  en el Atlas Medio, localizada cerca de  Tirnest al  sur y Tinesmet al norte. Una cumbre alta cubierta por bosques de cedro, y en pisos inferiores de encinas, el Bou Nasser , es una  cumbre y uno  de los destinos favoritos para senderistas en la región  de las Montañas de Atlas.

## Clima
En términos de clima, se pueden señalar tres principales gradientes de humedad en el Bou-Nacer:
- Un gradiente creciente en la vertiente noroeste de aproximadamente 58 mm / 100 m
- Una pendiente decreciente en la vertiente sur de aproximadamente 15 mm / 100 m
- Un gradiente decreciente de oeste a este de aproximadamente 65 mm / 100 m

Por tanto, la mitad occidental del macizo es más húmeda que la oriental, lo mismo para el lado norte que para el sur. La zona más seca  se ubica hacia el sur y sureste donde las lluvias pueden ser inferiores a 200 mm / año. A excepción del sahariano, todas las demás etapas bioclimáticas de EMBERGER existen. Los inviernos son generalmente frescos, fríos y muy fríos en altitud.

## Formaciones vegetales
En cuanto a la vegetación, nuestras investigaciones han permitió identificar las once  principales formaciones vegetales  en tanto que  no tienen la misma importancia en la zona
- Estepa de esparto

Ocupa las bajas altitudes en las vertientes meridionales y orientales en bioclimas áridos y semiáridos.
- Matorrales

Dominado por el romero, le suceden las estepas en un bioclima semiárido.
- Araares

Se ubica solo en la vertiente norte de jbel Aghezdis en un bioclima semiárido.
- Sabinares  negrales

Este piso se desarrolla principalmente en bioclima semiárido. Su presencia a lo largo de los uadis de Beni-Mansour, Soufoulout y en la parte superior de la ladera sur de Guelb er-Rahall, ya que la influencia de los vientos secos del este y sur afecta estas áreas al menos durante algunas épocas del año. Sube hasta 1800 m en las vertientes norte y noroeste y hasta 2300 m en la sur. A baja altitud, los sabinares  se caracterizan por un matorral formado por Stipa tenacissima, Genista retamoides y Salvia rosmarinus. En altitud por encima de  (> 1500m), aparece Genista scorpius Teucrium fruticans, Helianthemum croceum, Salvia lavandulifolia y Avena filifolia.
- Bosque de pino carrasco

Se encuentra en el uadi Beni-Mansour, en Tamgilt y Rawyana en un bioclima semiárido.
- Pinar marítimo

Se encuentra en Beni Bou-Illoul, Tamgilt, Moukraz y en la ladera sur de Guelb er-Rahal en un bioclima especialmente subhúmedo
- Buxaceae

Se encuentra al fondo de los valles de Beni-Mansour y Soufoulout en bioclimas semiáridos y subhúmedos. El boj  de las Baleares se ubica en las laderas inferiores de los flancos sureste y oeste del macizo. Se encuentra en los fondos de los valles donde en ocasiones se mezcla con encina y / o enebro. El cortejo florístico de esta formación se caracteriza a menudo por Genista scorpius, Stipa tenacissima y Salvia rosmarinus.
- Encinares

Su área de distribución es importante, se extiende en semiárido, subhúmedo y húmedo. La encina es una de las principales especies que coloniza el macizo. Ocupa un gran corte altitudinal por debajo del cedro o mezclado con este último. En la mitad occidental más húmeda del macizo, forma rodales bastante grandes que PEYRE (1979) clasificados como bosques oceánicos. Están  bien desarrollados  en la exposición sureste y este. Sobre la vertiente  oeste, la encina está mezclada o dominada por el cedro. En el oeste y noroeste se invierte y en
áreas más internas, el encinar se caracteriza florísticamente por Genista scorpius como ocurre en la vertiente sur de Adrar Bou-Mghald. Por otro lado en las vertientes sur y sureste, aparece la Salvia lavandulifolia; Genista scorpius está completamente ausente. Está el caso de la vertiente sur de Adrar kbir y en la de Atchana. Los encinares a mayor altura  más fríos son xerófitos espinosos. En la vertiente sur de Guelb er Rahal, por encima de los sabinares negrales, el encinar se encuentra en su límite de aridez, con facies de Buxus balearica, Stipa tenacissima, Salvia rosmarinus y Globularia nainii
- cedral

Se localiza en el extremo occidental con un bioclima subhúmedo y húmedo.En general, el cedro del Atlas se encuentra en las zonas más húmedas del macizo. Forma rodales puros y bastante densos en las laderas norte de Ich n'Jerrah e Ich Irhennana entre 2000 m y 2200 m. En los bosques de cedros a mayor altura donde prevalecen tanto el frío como el nublado, aparecen xerófitas espinosas. Este es el caso de los cedros de la zona alta en vertiente sur de Guelb er-Rahal. Los bosques de cedro  situados a menor altura se caracterizan por Hedysarum humile y Ononis fruticosa. Aparte de la sequía, el hombre también es responsable de la desaparición del cedro. De hecho, se han observado muchos pies cortados.
- Sabinares albares

Forma una banda discontinua por encima de la cedro y el  encinar en un bioclima subhúmedo y el piso de alta montaña.
- Xerófitos espinosos

Cubren los picos del macizo en la etapa bioclimática de alta montaña. Estas formaciones cubren una gran área en las altas crestas del macizo. Generalmente se extienden desde
2000 m en la exposición noroeste y 2250 m en las laderas sureste. Estos se extienden a partir  de 2800 m, incluyen Alyssum spinosum, Bupleurum spinosum, Erinacea anthyllis, Artemisia flahaultii, Vella mairei, Scorzonera pygmaea, Berberis hispanica y Euphorbia nicaeensis. Por encima de los 2800 m, estas plantas xerófitas  son principalmente Alyssum spinosum, Bupleurum spinosum, Vella mairei, Arenaria pungens y Astragalus  ibrahimianus.
Flora
Numerosas plantas endémicas :92 especies, subespecies y variedades sobre 556 especies
Pisos de vegetación y bioclimas: Montaña mediterránea , subhúmeda y húmeda, muy fría; oromediterráneo  subhúmedo muy frío.
Fauna
mamíferos: 25 especies: Arrui, puerco espín, Caracal caracal y la gacela del atlas.
Pájaros: 69 especies. Reptiles y anfibios 10 especies censadas.